# La femme publique
La femme publique è un film francese del 1984 diretto da Andrzej Żuławski, tratto dall'omonimo romanzo di Dominique Garnier.

## Trama
Lucas, regista appassionato di Dostoevskij, e Milan, esule dell'Est che rimpiange la moglie scomparsa, condividono l'ossessione per il corpo bellissimo e sconvolgente di Ethel.